# China Girl
"China Girl" é uma canção escrita por David Bowie e Iggy Pop. A faixa foi composta na época em que os músicos viviam em Berlim, tendo sido originalmente lançada em The Idiot (1977), álbum de estreia de Pop. A canção se tornou mais conhecida quando foi regravada por Bowie, que a lançou como single de seu álbum Let's Dance, em 1983. No Reino Unido, o single chegou ao segundo lugar das tabelas em 14 de junho de 1983, ficando por uma semana atrás de "Every Breath You Take", do grupo The Police. Nos Estados Unidos, a canção chegou ao décimo lugar.